# Famphur
Famphur ist ein Pflanzenschutzwirkstoff aus der Gruppe der Insektizide.

## Geschichte
Famphur wurde 1961 erstmals auf den Markt gebracht.

## Synthese
Die Synthese von Famphur ist in der folgenden Reaktionssequenz dargestellt:

## Eigenschaften
Der Wirkstoff Famphur wird u. a. zur Bekämpfung von Läusen, Maden und Fliegen eingesetzt. Heutzutage erfolgt die Anwendung fast ausschließlich als Arzneistoff für Tiere.

## Handelsname
Ein Pflanzenschutzmittel mit dem Wirkstoff Famphur wird unter den Handelsnamen Warbex, Bo-Ana oder Warbexol vermarktet.